# Rakel Seweriin
Rakel Seweriin, née le 26 juin 1906 à Hof (Norvège) et morte le 17 septembre 1995 à Oslo (Norvège), est une femme politique norvégienne membre du Parti travailliste. Elle est ministre des Affaires sociales de 1953 à 1955.

## Biographie

### Jeunesse et Seconde Guerre mondiale
Elle est la fille de Casper Fredrik Solberg (1870–1932) et Zefra Eliagna Natterstad (1871–1949). Elle grandit à Eidsfoss, village de la municipalité de Hof, où son père dirige la gare. Sa mère est hôtelière. Elle commence ses études en 1926 et suit des cours de sténographie de 1927 à 1928. À partir de 1929, elle travaille comme sténographe. En 1942, elle quitte la Norvège, en raison de la Seconde Guerre mondiale et de l'occupation nazie. Rakel Seweriin et son mari avaient été des membres actifs du mouvement de résistance norvégien, entre autres à travers le journal illégal Fri Fagbevegelse. Elle continue son travail à l'étranger, comme sténographe pour le haut commandement norvégien exilé à Londres. Elle est aussi membre du conseil des programmes des services exilés de la NRK, entre 1943 et 1945.

### Carrière politique
Rakel Seweriin est membre du conseil municipal d'Oslo de 1937 jusqu'au début de la guerre, et occupe également brièvement cette fonction en 1945. Elle est cheffe adjointe de la Ligue de la jeunesse ouvrière de 1937 à 1946 puis membre du secrétariat des femmes du Parti travailliste de 1945 à 1971 ; de 1953 à 1963, elle préside cet organe, tout en étant membre du comité central du parti. En 1945, elle est élue membre du Parlement norvégien dans la circonscription d'Oslo ; elle est réélue en 1949, 1953, 1957, 1961 et 1965. Le 2 novembre 1953, elle devient ministre des Affaires sociales dans le gouvernement d'Oscar Torp. Elle avait déjà travaillé sur les politiques sociales en tant que parlementaire, mais dans un entretien avec l'historien et politologue Trond Nordby, elle a avoué ne pas avoir compris l'utilité de son rôle au sein de ce ministère. Le travail législatif du ministère ralentit donc et, au sein de celui-ci, Rakel Seweriin se retrouve dominée par le personnel bureaucratique, notamment le directeur de l'Agence norvégienne de la santé et des services sociaux Karl Evang (en). Elle occupe ce poste jusqu'au 1er août 1955, quelques mois après la formation du troisième gouvernement d'Einar Gerhardsen. Pendant ce temps, son siège parlementaire avait été occupé par Hjalmar Larsen, Aase Lionæs et Gunnar Alf Larsen (en). À sa démission en 1969, Rakel Seweriin aura siégé au Parlement durant 24 ans, un record à l'époque en Norvège pour une femme parlementaire.
Elle est également membre du conseil d'administration de la Direction norvégienne du travail (Aetat (en)) de 1947 à 1953 et de 1955 à 1967, et de l'Opéra et ballet national de Norvège à partir de 1957. De 1963 à 1971, elle préside le Landslaget pour språklig samling.

## Vie privée
Rakel Seweriin a été mariée deux fois, d'abord au professeur, journaliste et écrivain Ernst Sørensen (en) (1903–1972), puis, à partir de 1937, au médecin Alf Christian Seweriin (1909–1961). Elle meurt en septembre 1995 à Oslo.